# STS–62
Az STS–62 az amerikai űrrepülőgép-program 61., a Columbia űrrepülőgép 16. repülése.

## Jellemzői
A beépített kanadai Canadarm2 (RMS) manipulátor kart 50 méter kinyúlást biztosított (műholdak indítás/elfogása, külső munkák [kutatás, szerelések], hővédőpajzs külső ellenőrzése) a műszaki szolgálat teljesítéséhez.

### Első nap
1994. március 4-én a szilárd hajtóanyagú gyorsítórakéták, Solid Rocket Booster(SRB) segítségével Floridából, a Cape Canaveral (KSC) Kennedy Űrközpontból, a LC39–B (LC–Launch Complex) jelű indítóállványról emelkedett a magasba. Az orbitális pályája 90,4 perces, 39 fokos hajlásszögű, elliptikus pálya perigeuma 296 kilométer, az apogeuma 309 kilométer volt. Felszálló tömeg indításkor 111 369 kilogramm, leszálló tömeg 102 861 kilogramm. Szállított hasznos teher 8759 kilogramm

## Hasznos teher
1. Kereskedelmi megrendelések alapján a NASA betervezte, hogy a SpaceHab United States Microgravity Payload (USMP) mikrogravitációs laboratóriumban a legénység 12 órás váltásokban végezze a meghatározott feladatokat. A kutatási, kísérleti folyamatokat filmre vették, fotókat készítettek, hogy láthatóvá tegyék a folyamatokat. Orvosbiológiai, fiziológiai, terhelési és egyéb az űrhajósokra ható tényezőket vizsgálták. Rágcsálók is utaztak a tudományos kísérletek elősegítésére (csontritkulás, izomsorvadás).
2. OAST–2 – 6 műszaki kísérlet (mikrókapcsolók- és áramkörök, érzékelők),
3. Thermal Energy Storage (TES) – folyadékok fagyása/olvadása, elősegítve egy új hűtési technológia kifejlesztését.
4. Space Acceleration Measurement System (SAMS) – a mikrogravitációs vizsgálatokat zavaró rezonanciák mérésére szolgált.
5. Orbital Acceleration Research Experiment (OARE) – alacsony frekvenciák jelenlétének zavaró vizsgálatára szolgált.
6. Isothermal Dendritic Growth Experiment (IDGE) – folyadékokkal történő kísérletek. Több száz fotót készítettek a folyamatokról.
7. Advanced Automated Directional Solidification Furnace (AADSF) – fémek szilárdulásának folyamatait vizsgálták (félvezetők gyártásához).
8. MEPHISTO csoport kemencében felhevített fémek szilárdulási folyamatait vizsgálta.
9. Middeck 0-Gravity Dynamics Experiment (MODE) – egy műszeres modell a rácsos szerkezetek vizsgálatához. A tesztelt rácsszerkezetek lesznek később a Nemzetközi Űrállomás (ISS) építőelemei.
10. Solar Array Module Plasma Interaction Experiment (SAMPIE) – különböző típusú, méretű és formájú napelemek, napelem és űrhajó építési anyagok viselkedése mikrogravitációs környezetben. Low Earth Orbit (LEO) – plazma vizsgálatok a térben.
11. Experimental Investigation of Spacecraft Glow (EISG) and Spacecraft Kinetic Infrared Test (SKIRT) – látható és nem látható (infravörös, ultraibolya) fény kibocsátás tanulmányozása.
12. Emulsion Chamber Technology (ECT) – háttér sugárzás védelmének biztosítása (árnyékolás). A detektorok a kozmikus sugárzás elemzését, hatásait vizsgálat (hőhatás, mechanikus vibráció, nem kívánt háttérsugárzás).
13. Cryogenic Two Phase (CRYOTP) – fűtőcsövek tesztelése.
14. Space Shuttle flight of the Shuttle Solar Backscatter Ultraviolet (SSBUV) – a hatodik űrrepülőgép kísérlet. Egy űrben kalibrált műszerrel a Föld felső ózonrétegét mérték.
15. Dexterous End Effector (DEE) – elektromágnes tesztelése, emelési, mozgatási gyakorlatok.
16. Gyakorlatok a manipulátor rendszerrel (RMS).
17. Limited Duration Space Candidate Materials Exposure (LDCE) – a raktérben szállított három azonos készletű anyag tárolási, mozgatási tesztje.
18. Protein Crystal Growth (PCG) - Zárt tartályokban fehérje kristálynövekedés zajlott.
19. Commercial Protein Crystal Growth (CPCG) – kereskedelmi megrendelésre gyártott gyógyszeralapanyagok.
20. Extended Duration Orbiter (EDO) – a hosszú időtartamú űrrepülések emberre ható tényezőinek vizsgálata, javaslatok a megelőzésre.
21. Biotechnology Specimen Temperature Controller (BSTC) – a sejttenyészetet elősegítő Bioreactor prototípusához, annak részegységeiben sejttenyészet.
22. Physiological Systems Experiment-04 (PSE-04) – immun- és csontrendszer vizsgálata 12 felnőtt nőstény patkány utazásával.
23. Commercial Generic Bioprocessing Apparatus – kereskedelmi megrendelésre 15 különböző kutatás (élettudományi, bioanyag, biotechnológia, orvostudomány és a mezőgazdaság területéről).
24. Air Force Maui Optical Site (AMOS) – radar- és optikai megfigyelések elősegítése, a földi egységek kalibrálásának biztosítása

## Tizenharmadik nap
1994. március 18-án a Kennedy Űrközpontban (KSC), kiinduló bázisán szállt le. Összesen 13 napot, 23 órát, 16 percet és 41 másodpercet töltött a világűrben. 9 366 617 kilométert (5 820 146 mérföldet) repült, 224 alkalommal kerülte meg a Földet.

## Személyzet
(zárójelben a repülések száma az STS–62 küldetéssel együtt)
- John Casper (3), parancsnok
- Andrew Allen (2), pilóta
- Pierre Thuot (3), küldetésfelelős
- Charles Gemar (3), küldetésfelelős
- Marsha Ivins (3), küldetésfelelős

### Visszatérő személyzet
- John Howard Casper (3), parancsnok
- Andrew Allen (2), pilóta
- Pierre Joseph Thuot (3), küldetésfelelős
- Charles Donald Gemar (3), küldetésfelelős
- Marsha Ivins (3), küldetésfelelős